# Sossais

Sossais este o comună în departamentul Vienne, Franța. În 2009 avea o populație de 432 de locuitori.